# An Airman's Letter to His Mother
 (juillet 2025).
Pour plus de détails, voir Fiche technique et Distribution.
An Airman's Letter to His Mother est un film britannique réalisé par Michael Powell, sorti en 1941.

## Synopsis
Film de propagande réalisé à partir d'une lettre d'un pilote de la Royal Air Force à sa mère, à propos de son engagement, parue dans le Times de Londres.

## Fiche technique
- Titre original : An Airman's Letter to His Mother
- Réalisation : Michael Powell
- Scénario : Michael Powell
- Photographie : Michael Powell, Bernard Browne
- Production : Michael Powell
- Société de production : Metro-Goldwyn-Mayer
- Pays d’origine :  Royaume-Uni
- Langue originale : anglais
- Format : noir et blanc — 35 mm — 1,37:1 — son Mono
- Genre : documentaire
- Durée : 5 minutes
- Date de sortie :
  - Royaume-Uni : juin 1941

## Distribution
- John Gielgud : narrateur

## Autour du film
- Selon l'original conservé dans les archives du Times, l'auteur de cette lettre serait le "Flying Officer" Vivian Rosewarne, copilote d'un bombardier Wellington, mort le 30 mai 1940 lors de la bataille de Dunkerque et enterré à Furnes (Belgique)[1].
- Le texte de la lettre est disponible sur le site (en) The Powell & Pressburger Pages.